# Gare de Louvres
La gare de Louvres est une gare ferroviaire française de la ligne de Paris-Nord à Lille, située dans la commune de Louvres, dans le département du Val-d'Oise, en région Île-de-France.
C'est une gare de la Société nationale des chemins de fer français (SNCF) desservie par les trains de la ligne D du RER.

## La gare

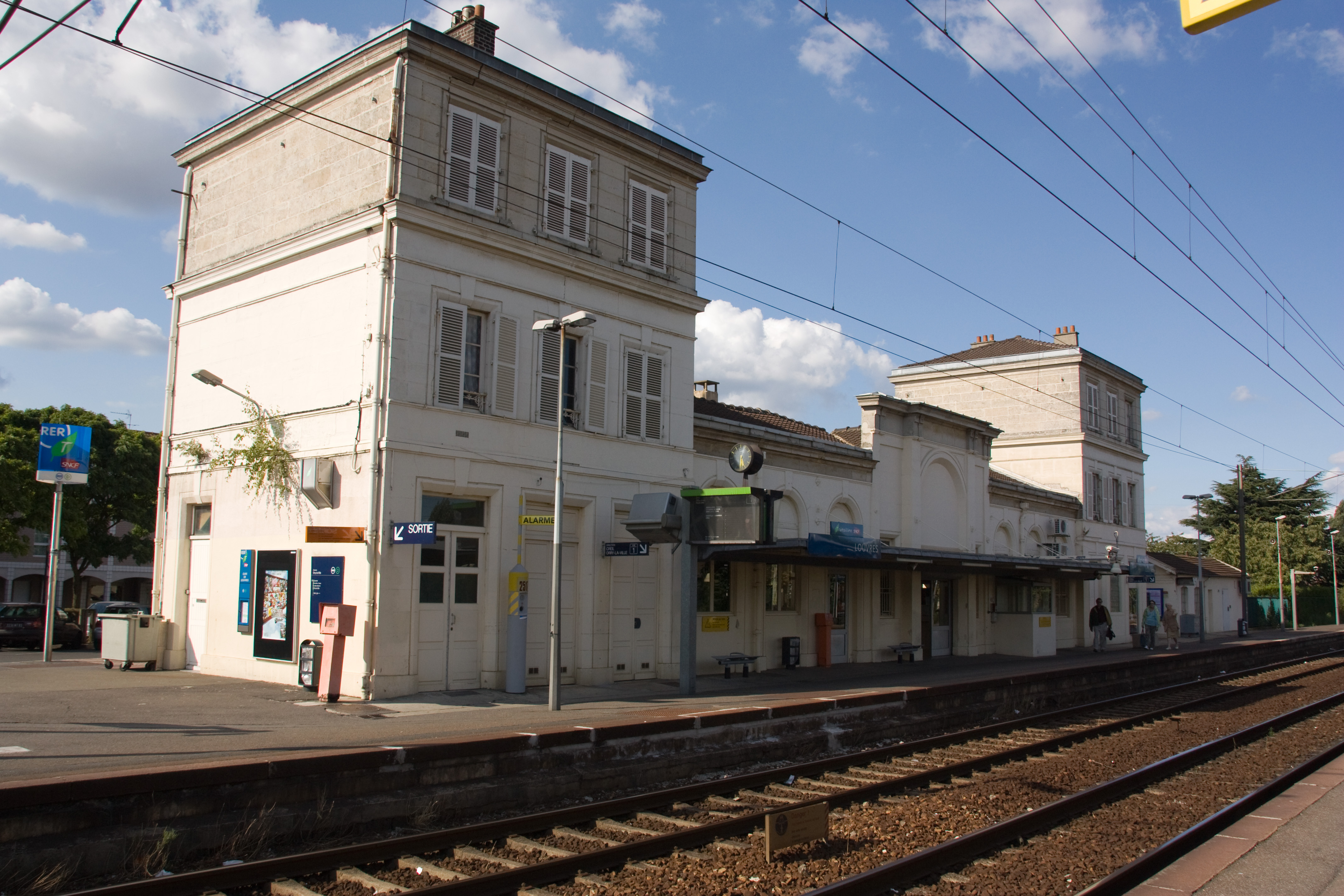
Le bâtiment de la gare, vu des voies. Au 1er plan : voie 2 vers Paris Gare-du-Nord. Au 2e plan : voie 1 vers Orry-la-Ville - Coye.

La gare est desservie par les trains de la ligne D du RER.

## Histoire
La ligne de Saint-Denis à Creil via Survilliers-Fosses fut ouverte en 1859 par la Compagnie des chemins de fer du Nord après six ans d'études puis doublée en 1907 pour les rapides Paris – Lille, Paris – Boulogne et Paris – Jeumont – Bruxelles.
La gare fut inaugurée en 1859. Elle est alors construite selon le modèle standard des gares de seconde catégorie de cette compagnie. Elle devient gare de première catégorie en 1907, à la suite du doublement de la ligne, et agrandie, notamment son porche central ; ses pavillons aux deux extrémités sont surélevés d'un étage.
La gare a porté un temps le nom de Louvres - Marly-la-Ville malgré le fait que cette dernière commune soit plus proche de Survilliers - Fosses que de Louvres. Ce choix se justifie parce que la gare de Louvres est la plus proche de Paris et donc celle qui permet d'atteindre Marly-la-Ville le plus rapidement[réf. nécessaire]. Avec l'arrivée du RER D prolongé en 1990, la gare est rebaptisée Louvres.
En 2019, la SNCF estime la fréquentation annuelle de la gare à 2 253 078 voyageurs contre 2 235 303 en 2018.

## Correspondances
La gare est desservie par la ligne 2102 du réseau de bus Roissy Est, par les lignes R1, R4, R5, R6, R7, R113 et Soirée Louvres du réseau de bus Roissy Ouest, par le service de transport à la demande Filéo Survilliers et, la nuit, par la ligne N146 du réseau Noctilien.